# 笙 (中國)
笙是中國的一種自由簧管樂器，屬於八音中的「匏」類，以簧、管共振發聲，為中國吹管樂器裡面，唯一吹、吸皆可發聲的樂器，也是唯一可以吹奏和聲的樂器。:12
笙在許多中國古文獻中都有記載，多用於慶典、筵席的伴奏，或於民間合奏中使用。中國文化在東亞的傳播也讓日本、朝鮮分別發展出了雅樂笙和笙簧；隨著20世紀國樂現代化，復鑑於傳統笙不利合奏，笙也經歷大刀闊斧的改革，製造出「現代笙」，並在現代裡擔綱重要的角色。由於笙音色易與其他樂器混和，在樂團中常負責和聲伴奏，為十分理想的融合劑。:41-43

## 歷史
笙由中國人发明，歷經千餘年的流傳，散播至东亚各地，18世纪时也经由在华传教士带回欧洲，间接促使西方自由簧樂器发展。古中國樂器分類方法「八音」中，笙屬於匏類，亦即古代笙的笙斗是葫芦所製。
古代傳說，笙由神話人物女媧製造。现今中國出土的商代甲骨文中已有“和”字；根据中國古代辭典《尔雅》记载，“大的笙叫做‘巢’、小的叫做‘和’”。最早描繪笙的壁畫可以約繪於西元前1100年。西元前7世紀時，周代詩歌集《诗经》中〈小雅·鹿鸣〉即記載道：「我有嘉宾，鼓瑟吹笙。吹笙鼓簧，承筐是将。」考古界在位處今湖北省之曾侯乙墓（公元前433年）發現了笙；在湖南省的馬王堆漢墓（公元前2世紀）掘墳時也發現了一支26管竽，簧以铜製成。從「濫竽充數」的故事中可知道戰國時期笙已有合奏應用，春秋戰國時期是笙的繁盛期，甚至是樂團中的領奏樂器。

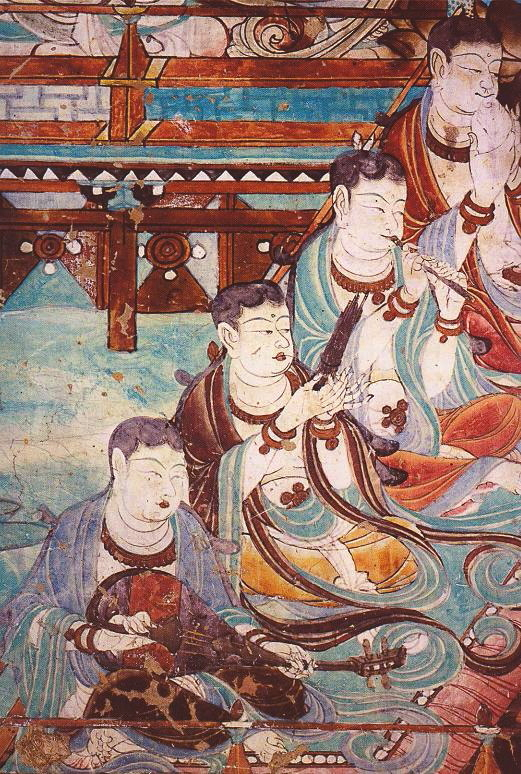
榆林窟中的唐代壁畫。畫中左二者吹奏的樂器即為笙。

從戰國時期到漢朝，文獻中記載有「笙」和「竽」兩種簧管樂器，後人如汉代高誘注《吕氏春秋》時稱竽就是“笙之大者”，將之視為同種樂器。當時的笙比較小、簧片數量較少，竽則與之相反。隋、唐时期，竽还存在，但在隋九部乐、唐十部乐中已不用；而笙雖因燕樂興起、彈撥樂（琵琶等）的廣泛使用而逐漸沒落，演變為伴奏樂器，但在九、十部乐中的清乐、西凉乐、高丽乐、龟兹乐中仍有出現。乃至宋代，竽已失傳，在教坊十三部中只留下了笙。
15世紀地理大發現後，中西文化交流漸盛，笙也在此時傳到西方世界。約翰·韋德和耶稣会傳教士錢德明在1740年和1777年抵達中國，將笙傳回歐洲，並促使西方人發明自己的自由簧樂器——儘管歐洲在一個世紀前就有這種類似於笙的自由簧樂器了。現代西方音樂作曲家（如陳銀淑、克里斯托弗·阿德勒等人）的作曲中已經有運用到笙。

### 現代改革
笙目前較為廣泛使用的種類「鍵笙」（又稱「改革笙」）是20世紀初以來經改革的新樂器，改善了音色和音量，並擴充了音域範圍。鄭覲文（1872到1935）為了增加笙的音域，將簧管增加到32個，使其和聲更為和諧；接著增大笙斗、笙苗尺寸，改變了笙的音色。後來，如翁鎮發、胡天泉等演奏者也進行了不同的改革。當前主流現代笙「三十六簧笙」是由孫汝桂、楊大明、王慧中等人改制的。

## 發聲原理

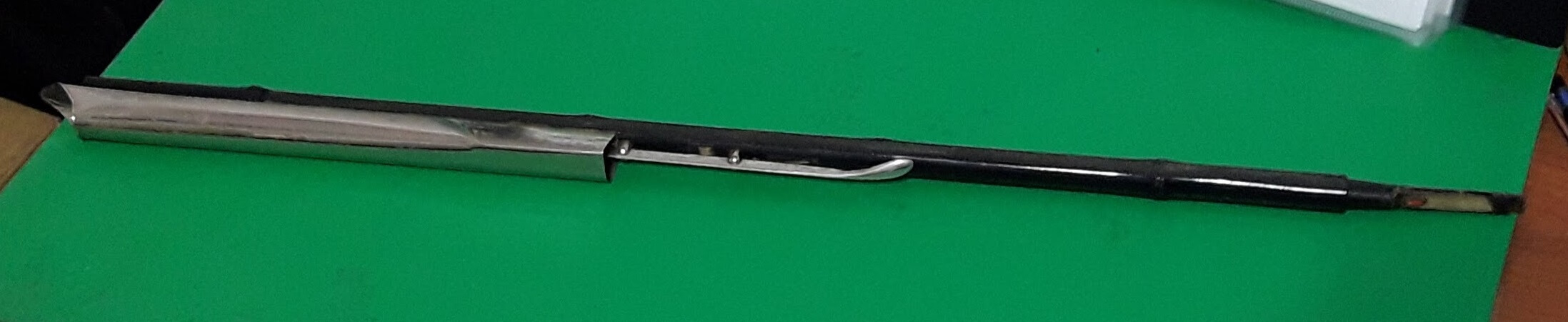
現代笙的笙苗：左方銀管即其擴音管，從內延伸出銀色按鍵；右方為簧片。

笙的發聲方式為「簧管共振」，簧片在氣流通過後振動，故笙屬於自由簧樂器；氣流的沖擊也使笙苗管內與簧片相同頻率的空氣柱（從笙腳至音窗之間的空氣柱）產生共振發出聲響。笙簧片和空氣柱的頻率有一定的公差值，在此範圍內簧片都可以使笙苗發出聲響，超過則發聲效果不良、甚至無聲可出。
中國笙以及日本雅樂笙的音高多半由簧片頻率決定，空氣柱頻率是固定的，而蘆笙、葫蘆笙、泰國笙、緬甸笙、馬來西亞Sompoton以及葫蘆絲、巴烏等樂器則相反。因此中國笙調音是調整簧片配重「點頭」來改變簧片音高。
近現代對笙的改革，有借鑒自蘆笙的擴音管，在音窗外面在多加裝一節金屬反射筒，形成共振以擴大音量的「擴音管」設計；也有改以按鍵打開音窗，使其氣流暢通而發出聲音的設計。排笙、抱笙使用的控制方式和其它笙不同，其笙苗不用按孔或按鍵來控制發聲，是像管風琴一樣使用連桿機構控制活塞使氣流進入笙苗來控制其發音。

## 演奏特色

### 傳統和聲
笙在傳統樂曲的演奏常會疊加上五度、上八度或下四度和聲，稱之為傳統和聲。:12

### 演奏技巧
有別於一般吹管樂器，笙吹、吸皆可發音，故有不少特殊的演奏技巧。
笙的演奏技巧約可分為氣息類顫音技術、口內技術和手指相關技術，並衍伸出綜合性技術。氣息類氣顫音包括了舌顫音、腹顫音、喉顫音和胸腹式氣顫音，並以末者最為廣泛使用；口內技術包含吐音、花舌、呼舌、舌阻音、鉅氣、頓氣和剁氣，其中呼舌為笙獨有技巧，舌阻音則是「文曲笙」或「現代笙」才能使用的技巧；手指相關技術有指顫音、點頓音奏法、刮奏、捂音等。綜合者則以呼打為代表。

## 類型
笙大致可以分為歷史可追溯至先秦時期的“傳統笙”和1950年代後陸續被研發出來的“現代加鍵笙”兩大類。
傳統笙和鍵笙代表型——現代笙之間的區別在於其演奏方式。傳統笙多使用按孔笙苗，演奏時需要捧著笙斗，直接按住在笙苗管上的按孔；而鍵笙則以按鍵笙苗為主，演奏時通常手要掐在笙箍下方，利用按鍵控制孔的開閉，惟有少數使用按孔笙苗的特例 ；

### 傳統笙

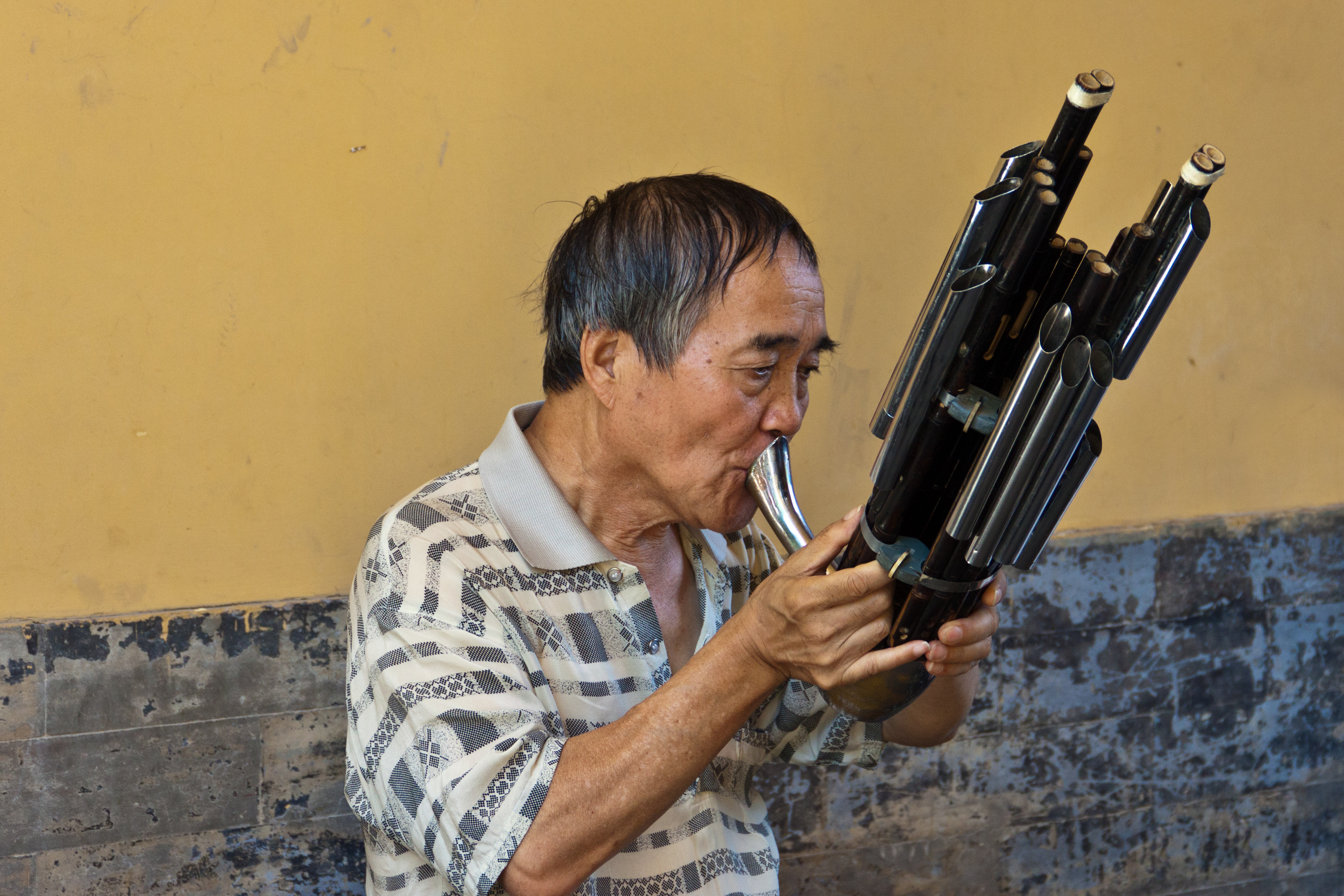
演奏者吹奏傳統笙

傳統笙通常指音位序列和持笙手勢沿襲古代者:14。
清末民初時的傳統笙通常為17管笙，笙斗為木製，僅有13到14個笙苗裝有簧片可以發聲（有管無簧稱「啞管」），不過仍可吹奏全音階，如用於江南絲竹中的絲竹笙（17管、13簧）。隨著20世紀中葉中乐的發展，傳統笙被改革以增加音域和音量，如將所有笙苗裝上簧片、增加笙苗數，或將擴音管連接在竹製的笙管上以放大聲音。
傳統笙為移調樂器，吹嘴另一邊最長的笙苗「宮苗」為宮音（C），這一根「宮苗」做成什麼音，該把笙就是什麼調的笙。目前傳統笙主流是D調笙。

### 现代笙

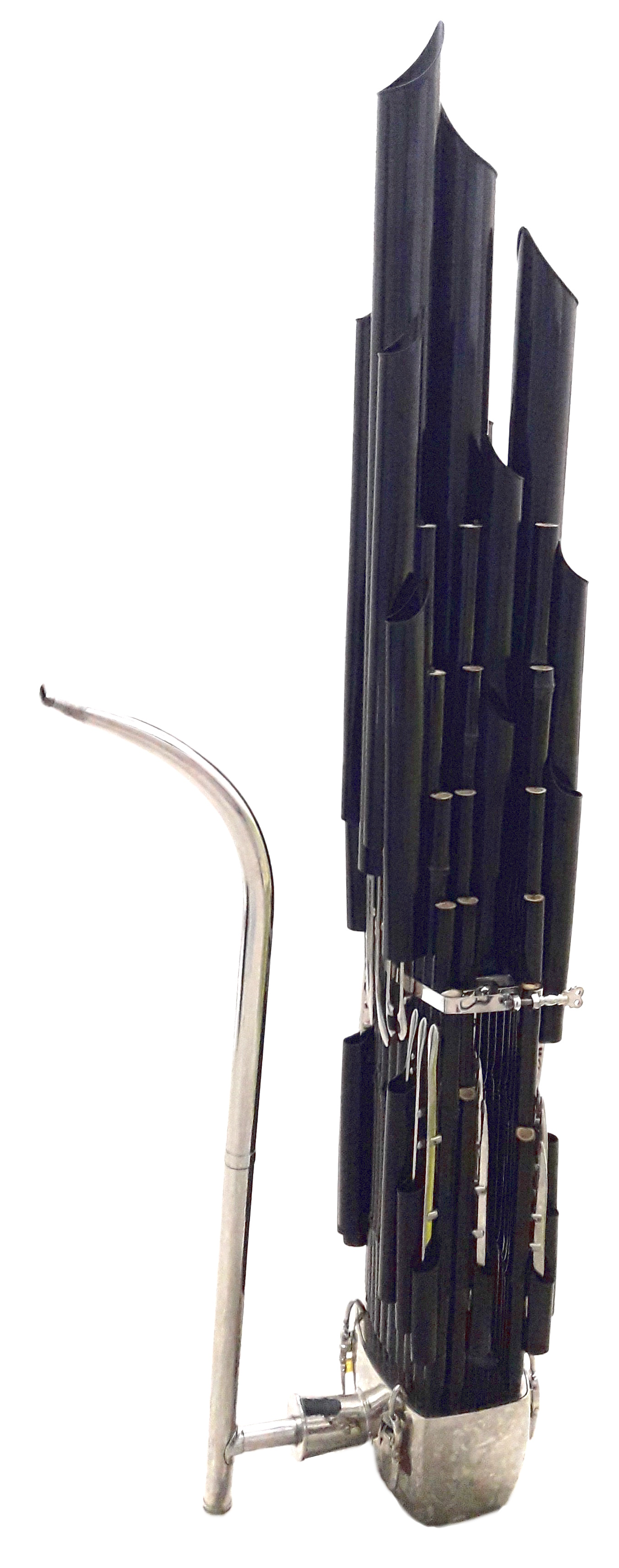
趙宏亮三十六簧鍵笙。

現代笙特色為音域較寬、半音齊全，適合合奏。鍵笙、排笙形狀貌似「小型可攜式管風琴」，抱笙則似放大版的傳統笙。鍵笙可以再分出排笙、抱笙。高音笙通常以鍵笙的型制為主，而中音笙通常使用排笙、低音笙使用抱笙。

#### 鍵笙
鍵笙這個詞即指整把笙都是裝設加鍵笙苗的笙，由笙斗、笙苗、笙箍、笙架、音鍵、擴音管、吹嘴等部件所構成。笙苗的末端——笙腳插進笙斗中，並利用黏於笙腳上的簧片與擴音管共鳴發聲。鍵笙採按鍵閉氣設計，即須按下按鍵方可發聲。中央音樂學院教授馮海雲稱之為「现代笙」。有些鍵笙還有連動按鍵設計，能演奏更複雜的和聲，或使指法運行更方便，如馮海雲42簧鍵笙。

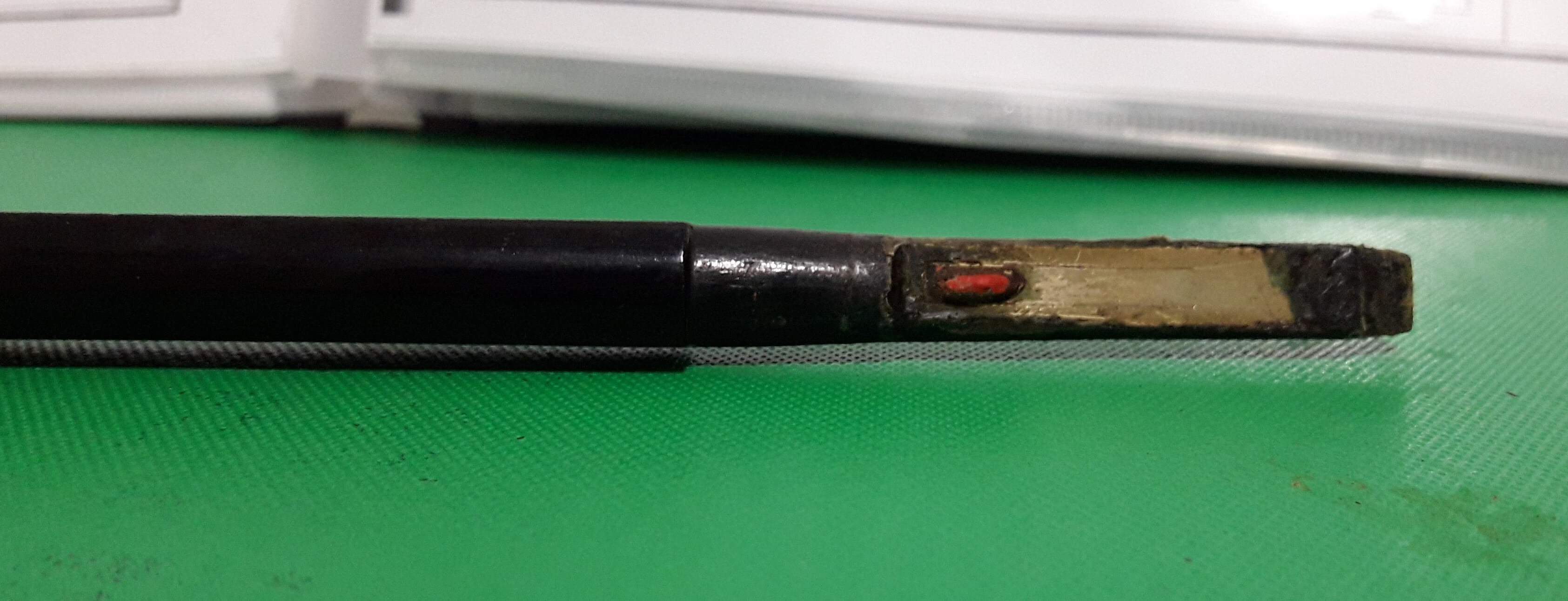
笙苗、笙腳、簧片交接處
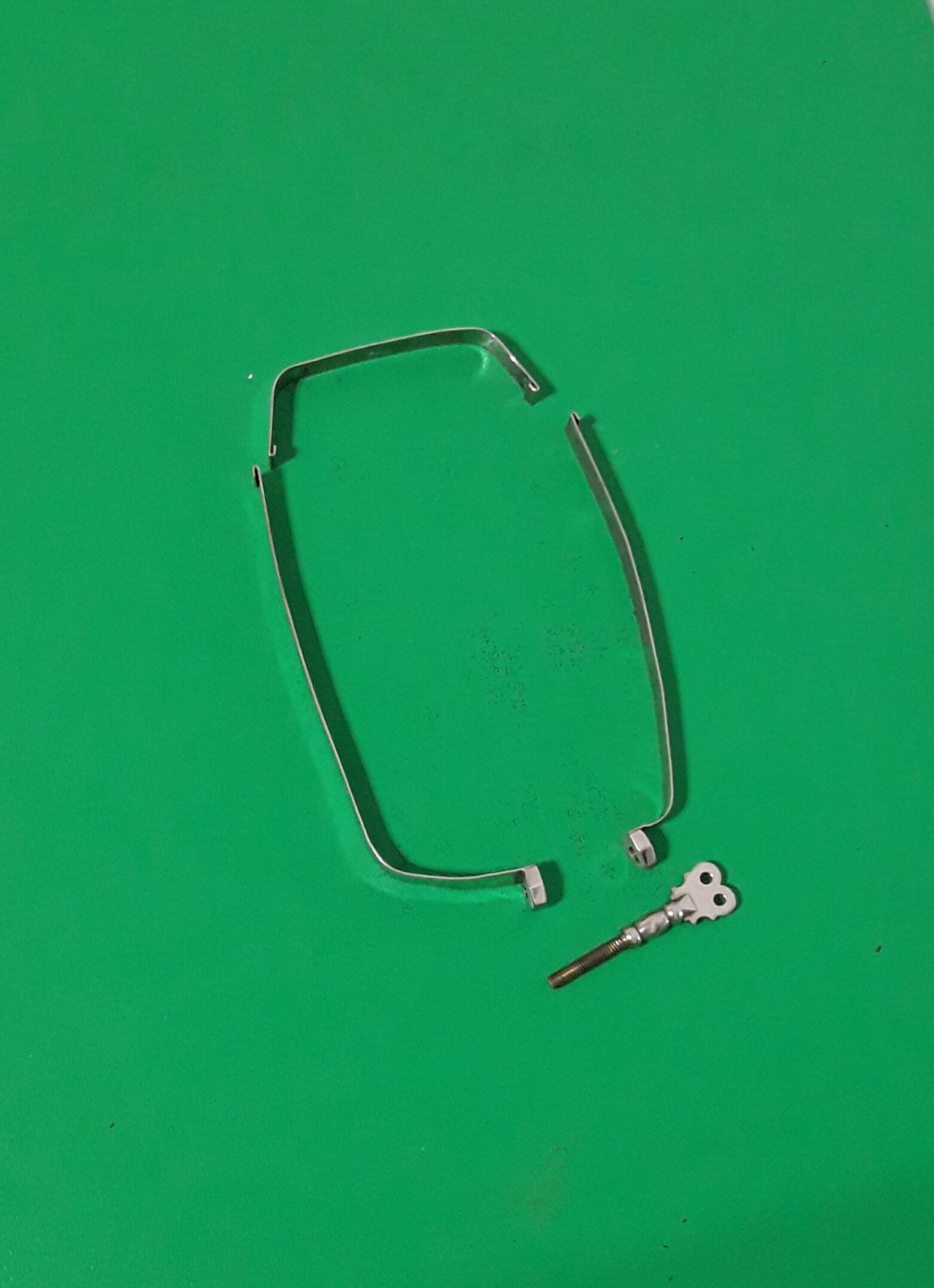
笙箍
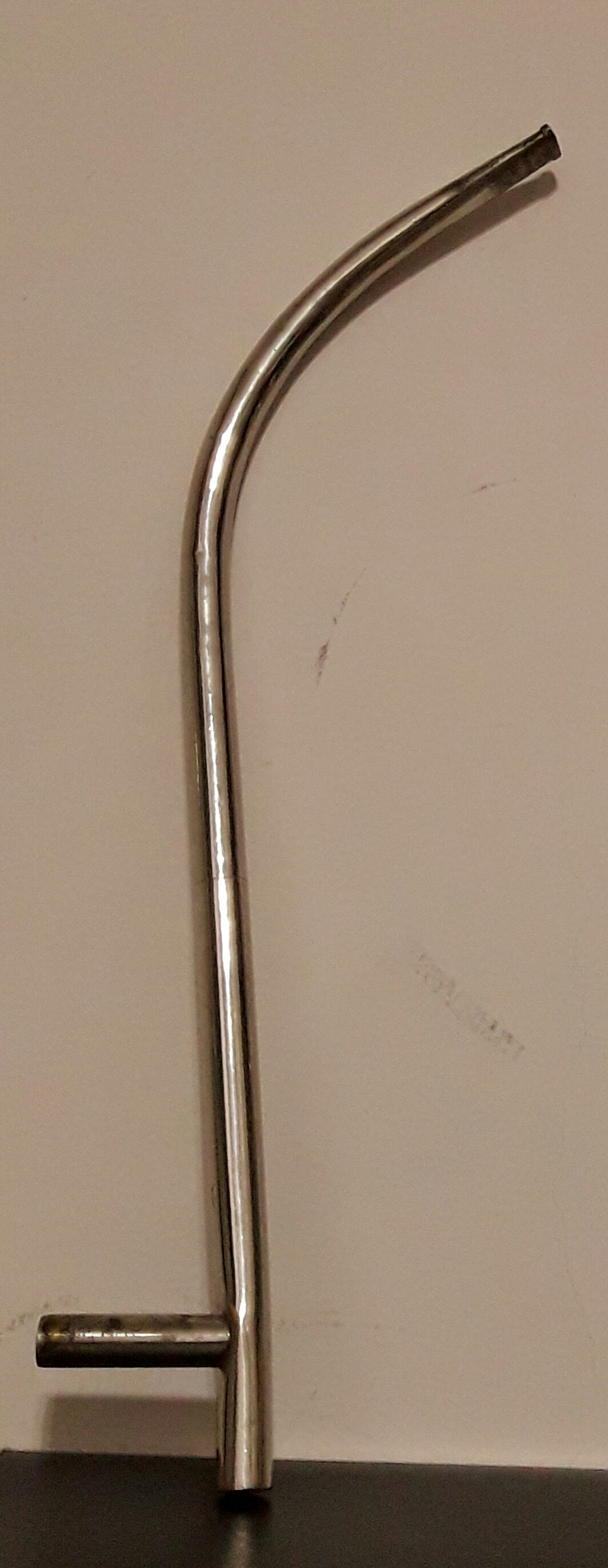
吹嘴

張之良、孫汝桂研發了三十六簧加鍵擴音圓笙，笙曲《歡樂的草原》即專門為該款笙設計。「三十六簧加鍵擴音方笙」為目前的主流现代笙，在國樂團中為基本配備。1972年，中央民族樂團的王慧中在楊大明「三十二簧加鍵方笙」的基礎上重新設計了此款笙，並在1974年由孫汝桂完成擴音管的設計和笙的製作，其音域為G3到F♯6。另外亦有三十八簧鍵笙、四十二簧鍵笙等設計。

#### 抱笙
抱笙使用連桿機構及活門，控制風箱中空氣流入笙苗，音色甜美、飽滿。其外型類似一個大型的傳統笙，並在前方或兩側有按鈕型的按鍵，吹奏時演奏者坐於椅上，手伸於抱笙前方或兩側控制位在笙斗上的按鍵。抱笙的金屬擴音管靈感可能來自蘆笙。

#### 排笙

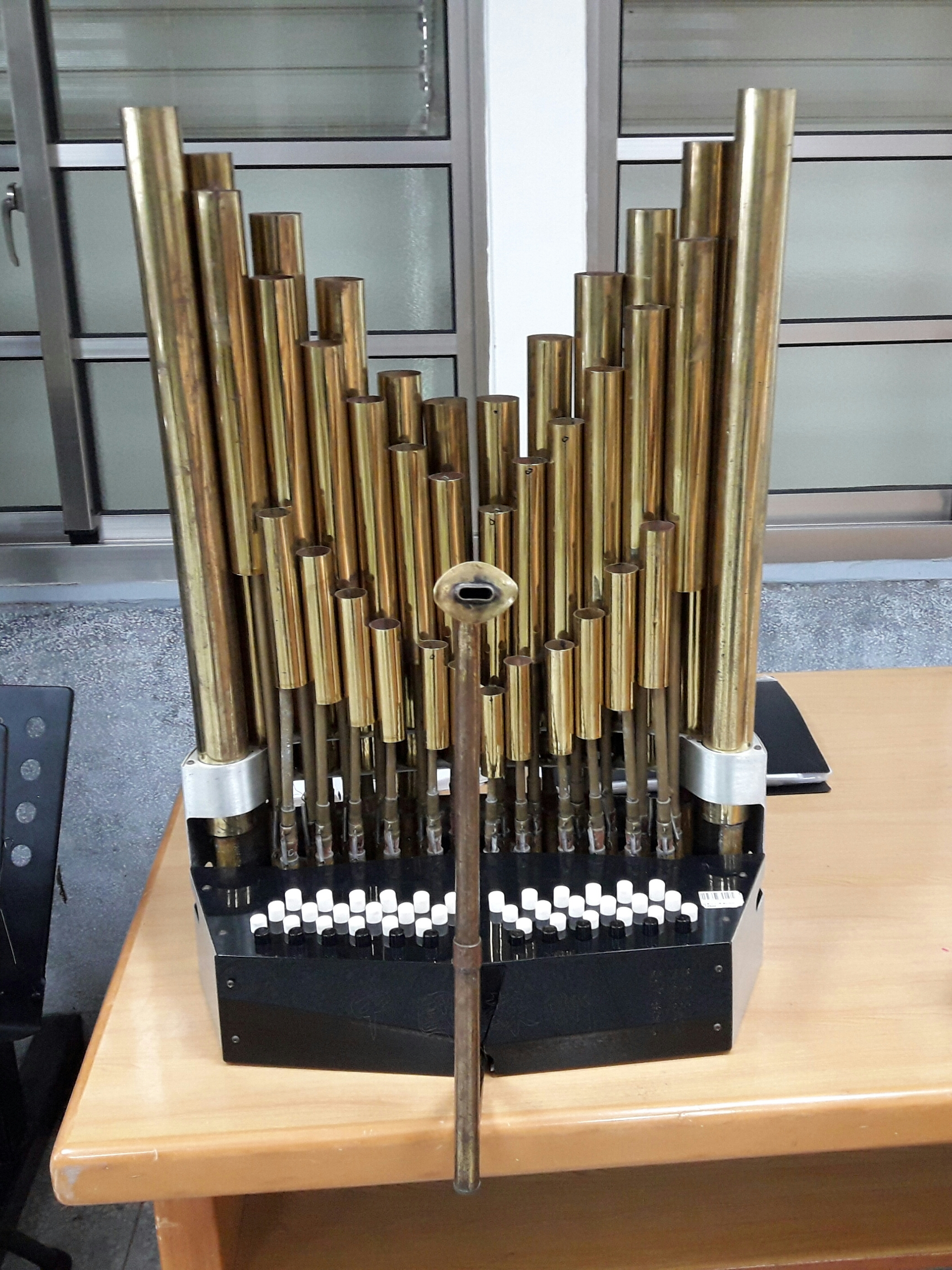
三十六簧中音排笙

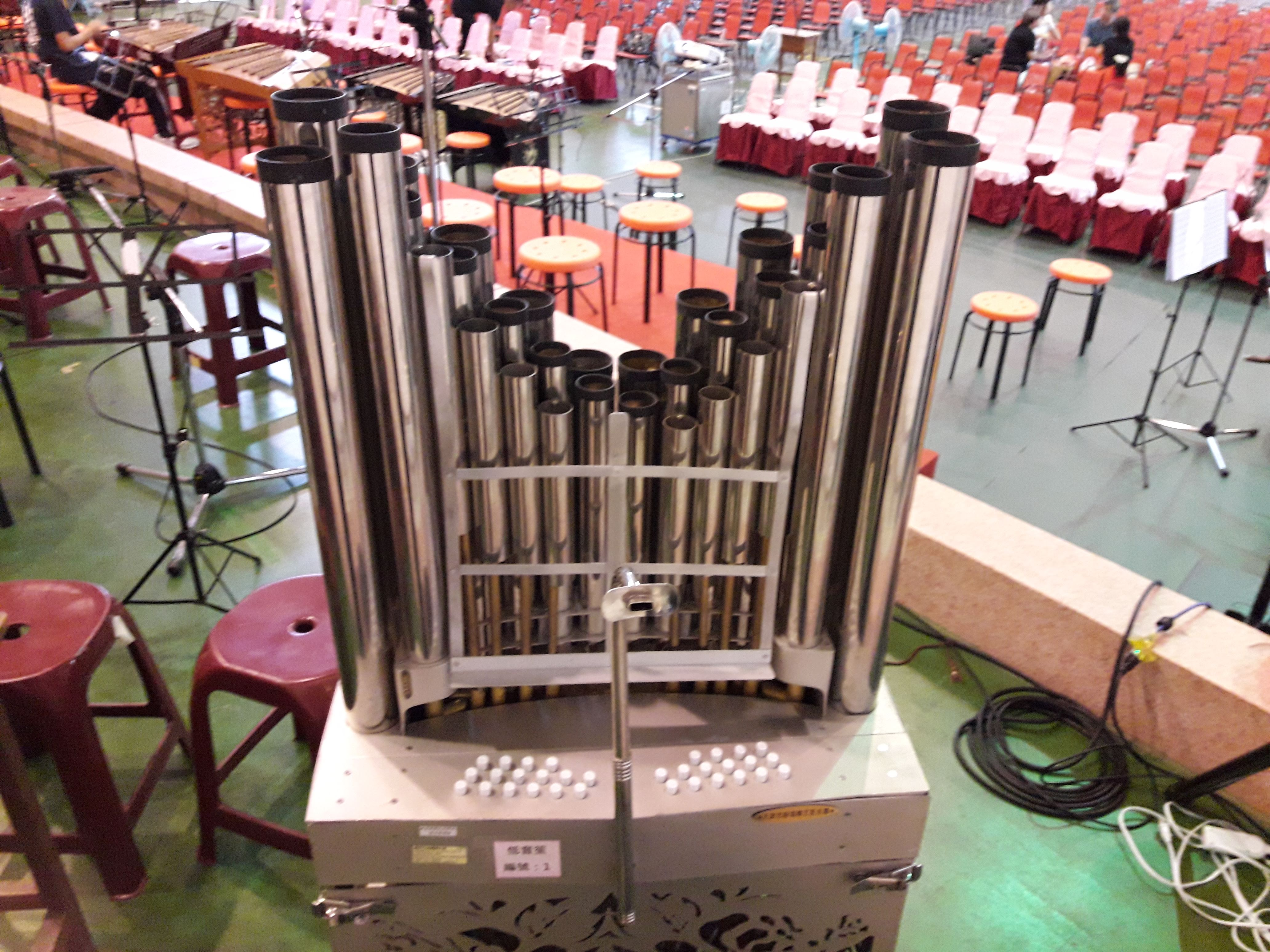
三十二簧低音排笙（王澤爽製）

排笙也叫做「台笙」，鑒於抱笙機構複雜、難以學習及維護而改良，保留風箱、音位等設計，但將其展開面成平面，使其易於操作及維護。進入21世紀後，由於笙苗數量不斷增加，傳統排笙的按鍵排列已不敷使用，於是研發了「鍵盤排笙」，風箱機構與排笙無異，差別在於按鍵使用了鋼琴鍵的規則。:33
部分排笙設計有一列獨有的12個黑色按鍵，當按下按鍵時會演奏三個不同八度的同一個音符；如按黑色“C”就會讓C3、C4、C5同時發聲。
| 名稱     | 音域 |
| -------- | --- |
| 高音笙   | \relative c'{ g gis a bes b c cis d ees e f fis g gis a bes b c cis d ees e f fis g gis a bes b c cis d ees e f fis}                       |
| 中音笙   | \relative c{\clef alto c cis d ees e f fis g gis a bes b c cis d ees e f fis g gis a bes b c cis d ees \clef treble e f fis g gis a bes b} |
| 次中音笙 | \relative c{\clef alto g gis a bes b c cis d ees e f fis g gis a bes b c cis d ees e f fis g gis a ais \clef treble b c cis d ees e f fis} |
| 低音笙   | \relative c,{\clef bass c cis d ees e f fis g gis a bes b c cis d ees e f fis g gis a bes b c cis d ees e f fis g}                         |

## 相關人物及樂曲

### 知名吹奏者
較為知名的笙演奏家有胡天泉、閻海登等人。

### 知名笙曲
少有作曲家為笙作曲，故笙曲的譜寫者多同時為演奏家。古代中國也有不少作者佚失的民間樂曲、古曲:37, 38，不過胡天泉、董洪德兩人在1956年創作的笙獨奏曲《鳳凰展翅》普遍被認為是第一首笙獨奏曲，笙獨奏曲目的發展，也被視為從1950年代開始發展。现代笙則因為半音齊全、轉調方便等原因，部分獨奏曲係直接移植鋼琴等西洋樂器的曲目:40。傳統笙著名樂曲有《鳳凰展翅》、閻海登《晉調》；現代笙則有曹建國《天山的節日》:40、張之良《歡樂的草原》:2等樂曲，亦有作曲家將傳統笙特色應用至現代笙曲目，如關迺忠《孔雀》:75、王慧中《傣鄉風情》:40等。

### 製造廠家
港澳、馬新沒有製笙廠家，笙主要由中國大陸進口。而在中國大陸著名的笙製作廠家有孫汝貴、趙宏亮、王澤爽（精藝樂器廠）、陳伯泉、汪菊英、王俊華等。
近年在台灣也有一些製造笙的工坊發跡，例如旭日東昇、灣笙等等

## 延伸阅读
[在维基数据编辑]
 《欽定古今圖書集成·經濟彙編·樂律典·笙竽部》，出自陈梦雷《古今圖書集成》

## 外部連結
- 维基共享资源上的相關多媒體資源：笙
- 维基共享资源上的相關多媒體資源：笙
- Chisholm, Hugh (编). .  (第11版). London: Cambridge University Press. 1911.
- 絲綢之路項目（英语：Silk Road Project）. 笙——中國吹管樂器.（英文）
- 自由簧樂器在古典音樂裡的歷史 （页面存档备份，存于）. The Classical Free-Reed, Inc. （英文）
- YouTube 影片：參觀笙演奏專家胡天泉的家－第一集 （页面存档备份，存于）、第二集 （页面存档备份，存于）、第三集 （页面存档备份，存于）